# قطين
قطين هي قرية لبنانية من قرى قضاء كسروان في محافظة جبل لبنان.